# Canoe Lake, The North Shore
Canoe Lake är en sjö i Kanada.   Den ligger i distriktet Algoma och provinsen Ontario, i den sydöstra delen av landet, 500 km väster om huvudstaden Ottawa. Canoe Lake ligger 244 meter över havet.
I omgivningarna runt Canoe Lake växer i huvudsak blandskog. Runt Canoe Lake är det mycket glesbefolkat, med 4 invånare per kvadratkilometer.